# Erick Pohlhammer
Erick Swen Pohlhammer Boccardo (Santiago, 5 de febrero de 1955-22 de mayo de 2023) fue un poeta chileno de la generación de los ochenta, «figura mediática, viajero, lector compulsivo, practicante del zen y experto tanto en la cultura académica como en la pop».

## Biografía
Estudió en el colegio The Grange School, del que egresó en 1972, y después ingresó en la Universidad Católica, donde obtuvo el título de profesor de castellano; paralelamente siguió estética, licenciatura que no completó porque decidió irse a Estados Unidos, donde hizo un posgrado en educación en la Universidad de Miami.
Apasionado por el fútbol, Pohlhammer, que es sobrino del legendario Sapo Livingstone, jugó en su juventud por el club deportivo de su alma mater; fue capitán sub-15, sub-16 y sub-17, compartiendo equipo con jugadores de la talla de Orlando Ramírez, Chocolito, bajo la dirección de Fernando Riera. Durante su juventud practicó boxeo amateur: obtuvo 37 victorias (32 de ellas por knock out) en el circuito La Reina-Peñalolén; fue campeón de ese barrio en un torneo celebrado en el estadio José Arrieta Guindos y, posteriormente, de los colegios ingleses de Santiago. También practicó rugby y natación.
Pohlhammer publicó su primer libro en 1979, pero se enamoró de escribir antes, según él mismo dijo, a los 19 años, cuando estaba en segundo año de universidad. Su primer reconocimiento importante lo obtuvo en 1993, cuando fue galardonado con el Premio Pablo Neruda. Posteriormente recibió otras distinciones, entre las que destaca el Premio Municipal de Literatura de Santiago 2008 por su poemario Vírgenes de Chile.
En 2015 realizó su primera exposición de grabados digitales, Pic-poemas.
Dicta cursos de literatura en diversas universidades y conduce talleres. Participó como panelista o creativo en diversos programas de televisión (Teatro terapia, Lo mejor del Mundial, ¿Cuánto vale el show?, Sin Dios ni late, Síganme los buenos) y fue presidente de la Unión de Poetas de Chile y ministro de la felicidad del movimiento político cultural Por un Chile Participativo y Feliz. Está interesado en técnicas de respiración y considera a Prem Rawat como uno de sus maestros.

## Obras

### Poemarios
- Epístolas iluminadas entre parejas disueltas, 1979
- Tiempos difíciles, 1979.
- Es mi segundo set de poemas, 1985.
- Gracias por la atención dispensada, Editorial Sin Fronteras, 1986; descargable desde el portal Memoria Chilena
- Vírgenes de Chile, Editorial Brodura, 2007.
- La hamaca interior refranes y poemas, Editorial Libros de Mentira, 2010.
- Me que la vaca mu, Editorial Lamás médula, Buenos Aires,  2013.
- Primera y última, antología, Lolita editores, 2014. 98 páginas. ISBN: 978-956-8970-51-
- Bajo la influencia de la poesía, Libros del Amanecer, Santiago de Chile, 2017.
- Golazo de Dios. Poemas Póstumos, Libros del Amanecer, Santiago de Chile, 2024.

### Otros
- El fútbol como la vida, Editorial Universidad Bolivariana, crónicas, 2007. ISBN 978-956-8024-70-3
- Redonda pasión. Épica y lírica del fútbol chileno, como compilador junto con el periodista Juan Oyaneder, 2011[9]
- Oxímoron. Conversaciones con Dino Samoiedo, con prólogo de Camilo Marks; RIL editores, Santiago, 2013

### Exposiciones
- Pic-poemas, grabados digitales; Galería Modigliani, Viña del Mar, 2015[8]

## Premios y reconocimientos
- Premio Pablo Neruda 1993 (Fundación Pablo Neruda)
- Premio Don Balón 1993 de poesía deportiva (revista española homónima)[10]
- Premio Fray Luis de León 2002 (España)[10]
- Premio Municipal de Literatura de Santiago 2008 por el poemario Vírgenes de Chile